# Kamen Chadschiew
Kamen Galabow Chadschiew (bulgarisch Камен Гълъбов Хаджиев, engl. Transkription: Kamen Galabov Hadzhiev; * 22. September 1991 in Kotschan) ist ein bulgarischer Fußballspieler, der beim SSV Jeddeloh unter Vertrag steht. Seine bevorzugte Position ist die Innenverteidigung.

## Karriere
Chadschiew begann seine Karriere bei Rodopa Smoljan, von wo er im Sommer 2008 nach Deutschland wechselte, um für die Jugendmannschaft der SG Wattenscheid 09 zu spielen. Nach einem Jahr verließ er den Verein wieder und war danach eine Saison lang für die A-Jugendmannschaft des FC Schalke 04 aktiv. Nachdem er das Juniorenalter verlassen hatte, kehrte er nach Bulgarien zurück und spielte von nun an für FC Pirin Goze Deltschew. Nach guten Leistungen dort wurde er im Januar 2012 von der A-Grupa-Mannschaft Minjor Pernik verpflichtet, wo er am 25. März 2012 beim Spiel gegen Lewski Sofia zu seinem ersten Profieinsatz kam. Nach dem Abstieg 2013 ging er zunächst nach Griechenland, heuerte aber Anfang 2014 bei Lokomotive Sofia an. Mit seiner Mannschaft erreichte er in der Saison 2014/15 die Meisterrunde. Der Klub erhielt keine Lizenz für die nächste Spielzeit und musste absteigen.
Im Sommer 2015 schloss sich Chadschiew dem VfB Oldenburg an, der in der deutschen Regionalliga Nord spielte. Nach einer Saison wechselte er zu Fortuna Sittard in die niederländische Eerste Divisie, die zweithöchste Spielklasse des Landes. Im Sommer 2017 verließ er den Klub, um zu Beroe Stara Sagora in sein Heimatland zurückzukehren. Anfang 2019 wechselte er zu Puskás Akadémia FC nach Ungarn. Nach einem Wechsel nach Usbekistan und mehreren Stationen in Bulgarien kehrte er nach Deutschland zurück und unterschrieb beim SSV Jeddeloh.